# Truly Madly Deeply
Truly Madly Deeply – piosenka australijskiego duetu Savage Garden, nagrana w latach 1995–1996 i wydana 3 marca 1997 roku jako trzeci singel z albumu Savage Garden. Utwór został napisany przez kolegów Darrena Hayesa i Daniela Jonesa. Jest on przeróbką ich piosenki „Magical Kisses” (napisanej długo przed powstaniem ich debiutanckiego albumu). Piosenka „Truly Madly Deeply” zdobyła popularność na całym świecie. W Australii nagranie dotarło do 1. miejsca na tamtejszej liście przebojów.

## Lista utworów
| Australia #1                                                                                           |
| --- |
| 1. "Truly Madly Deeply" (album version) – 4:38 2. "Promises" 3. "Truly Madly Deeply" (Night Radio Mix) |

| Australia #2 |
| --- |
| 1. "Truly Madly Deeply" (album version) 2. "Promises" 3. "Truly Madly Deeply" (Night Radio Mix) 4. "I Want You" (Bastone Club Mix) 5. "I Want You" (I Need I Want Mix) |

| Wlk. Brytania #1 (cardboard sleeve)                                             |
| ------------------------------------------------------------------------------- |
| 1. "Truly Madly Deeply" (album version) – 4:37 2. "I'll Bet He Was Cool" – 4:58 |

| Wlk. Brytania #2 |
| --- |
| 1. "Truly Madly Deeply" (album version) – 4:38 2. "Truly Madly Deeply" (Night Radio Mix) – 4:35 3. "I Want You" (album version) – 3:52 4. "I'll Bet He Was Cool" – 3:57 |

| Wlk. Brytania #3 |
| --- |
| 1. "Truly Madly Deeply" (LP version) – 4:38 2. "Truly Madly Deeply" (Australian version) – 4:38 3. "Truly Madly Deeply" (Night Radio Mix) – 4:35 4. "This Side of Me" – 4:09 5. "Love Can Move You" – 4:47 |

| Japonia EP |
| --- |
| 1. "All Around Me" 2. "Truly Madly Deeply" (album version) 3. "Fire Inside the Man" 4. "I'll Bet He Was Cool" 5. "I Want You" (Xeno Mania Punxy Mix) 6. "Love Can Move You" 7. "This Side of Me" 8. "Memories Are Designed to Fade" 9. "To the Moon and Back" (Hani's Num Radio Edit) 10. "Santa Monica" (Bittersweet Mix) 11. "Break Me Shake Me" (Acoustic Live) 12. "I Want You" (Acoustic Live) 13. "Truly Madly Deeply" (Dub Mix) 14. "Truly Madly Deeply" (Australian Mix) |

## Inne wersje
W 2006 roku został wydany singiel z coverem piosenki „Truly Madly Deeply”, nagranej przez niemiecki zespół Cascada. Był to szósty singiel z albumu Everytime We Touch. Piosenka została nagrana zarówno w wersji balladowej, jak i trance.

## Notowania
| Notowanie (2006–2007)              | Pozycja |
| ---------------------------------- | ------- |
| Irlandia: Singles Chart            | 3       |
| Wlk. Brytania: UK Singles Chart    | 4       |
| Szwecja: Sverigetopplistan         | 11      |
| USA: Hot Dance Airplay             | 14      |
| Finlandia: Suomen virallinen lista | 16      |
| Holandia: Nederlandse Top 40       | 32      |
| European Hot 100                   | 14      |
| Niemcy: Top 100 Singles            | 26      |
| Australia: ARIA                    | 39      |